# Gundersheim
Gundersheim là một đô thị thuộc huyện Alzey-Worms, bang Rheinland-Pfalz, nước Đức. Đô thị Gundersheim có diện tích 8,64 km².